# Stockholm (Vårdö, Åland)
Stockholm är en ö i Åland (Finland). Den ligger i Skärgårdshavet och i kommunen Vårdö i landskapet Åland, i den sydvästra delen av landet. Ön ligger omkring 33 kilometer öster om Mariehamn och omkring 240 kilometer väster om Helsingfors.
Öns area är 13,7 hektar och dess största längd är 480 meter i sydöst-nordvästlig riktning. Ön höjer sig omkring 15 meter över havsytan.